# Metynnis polystictus
Metynnis fasciatus é uma espécie de peixe pertencente ao gênero Metynnis e à família Serrasalmidae. É uma espécie endêmica ao Brasil, ocorrendo nos estados de Pará e Mato Grosso. De acordo com a União Internacional para a Conservação da Natureza, seu estado de conservação é pouco preocupante.